# UGK Records
UGK Records est un label discographique de hip-hop américain, situé à Port Arthur, au Texas. Il est fondé à la fin de 2005 par Pimp C après sa libération de prison sur parole. Après la mort du rappeur, UGK annonce son inactivité pendant une durée indéterminée en 2007. La plupart des artistes de UGK Records viennent du sud des États-Unis.

## Histoire
UGK Records est fondé à la fin de 2005 par Pimp C après sa libération de prison sur parole. Le label est considéré par la presse spécialisée comme l'une des importantes forces de la scène Dirty South. Pour le membre Bun B, « UGK a eu un long parcours à succès, avec beaucoup de hauts et de bas, mais finalement, on est toujours là [...]. »
Après le décès de Pimp C, le label annonce une inactivité à durée indéterminée. Le rappeur était en procédure de négociation pour trouver une maison de disques lors de sa mort dans une chambre d'hôtel à Los Angeles en décembre 2007. Peu de temps après son décès, UGK est nommé pour un Grammy dans la catégorie de « meilleure collaboration de rap » sur la chanson Int’l Players Anthem, en featuring avec Outkast,.
En 2011, Byron Amos, vice-président d'UGK Records, se présente en tant que candidat aux élections Atlanta Public Schools. Des vidéos de son passé au label, cependant, lui fait perdre le soutien de plusieurs professeurs. Il sera jeté des élections. En 2013, Ivory P, membre du label, est arrêté pour trafic illégal d'être humain,.

## Artistes
- Vicious (ou E-Vicious)
- Hezeleo
- DJ B-Do
- TOE (ou T.O.E. ou Young T.O.E.)
- XVII
- Big Bubb
- Bankroll Jonez
- Ivory P
- Young Kilo de Middl Fngz
- Bad Azz Bam de Middl Fngz
- Bandit de Middl Fngz
- Mddl Fngz
- X-Mob